# 10-я Советская улица (Санкт-Петербург)
10-я Сове́тская у́лица — улица в Центральном районе Санкт-Петербурга. Проходит от Дегтярной улицы и улицы Моисеенко до Новгородской улицы.

## История
- В середине XVIII века здесь находились Рождественские слободы. Название получили по церкви Рождества Христова (на пересечении бывшей 6-й Рождественской улицы с Красноборским переулком, снесена). Когда на месте слобод образовались улицы, нынешняя 10-я Советская получила название 8-я Рожественская (1789—1798).
- С 1777 по 1797 год — 8-я.
- 1776 год — 8-я линия Слонового двора.
- С 1789 по 1792 год — 8-я Рожественская линия.
- С 1790 по 1794 год — 8-я линия Рожественской части.
- С 1794 по 1801 год — 8-я линия на Песках.
- В 1792 году нумерация улиц сдвигается на единицу, улица получает название 9-я.
- Эта нумерация сохраняется до 1822 года, с 1804 года называется 9-я Рожественская.
- На плане 1812 года появляется современная нумерация улиц — 10-я Рожественская.
- С 1835 по 1857 год — 10-я.
- После 1858 года появляется современное написание названия — 10-я Рождественская.
- Современное название получила 6 октября 1923 года. Названа в честь советской власти, к шестой годовщине Октябрьского вооружённого восстания 1917 года.
- Первоначально проходила от Дегтярной до Мытнинской улицы.
- 7 марта 1880 года продлена от Мытнинской до Новгородской улицы. Этот участок был указан уже на плане 1821 года.